# 圣乔治蒙科克
圣乔治蒙科克（法語：Saint-Georges-Montcocq，法語發音：[sɛ̃ ʒɔʁʒ mɔ̃kɔk]）是法国芒什省的一个市镇，属于圣洛区。

## 地理
圣乔治蒙科克（49°7'42"N, 1°5'38"W）面积8.94 平方千米，位于法国诺曼底大区芒什省，该省份为法国西北部沿海省份，西、北、东北三面环大西洋，东起顺时针与卡爾瓦多斯省、奧恩省、马耶讷省和伊勒-维莱讷省接壤。
与圣乔治蒙科克接壤的市镇（或旧市镇、城区）包括：拉莫夫、阿尼欧、勒梅尼勒鲁克瑟兰、朗庞、圣洛。

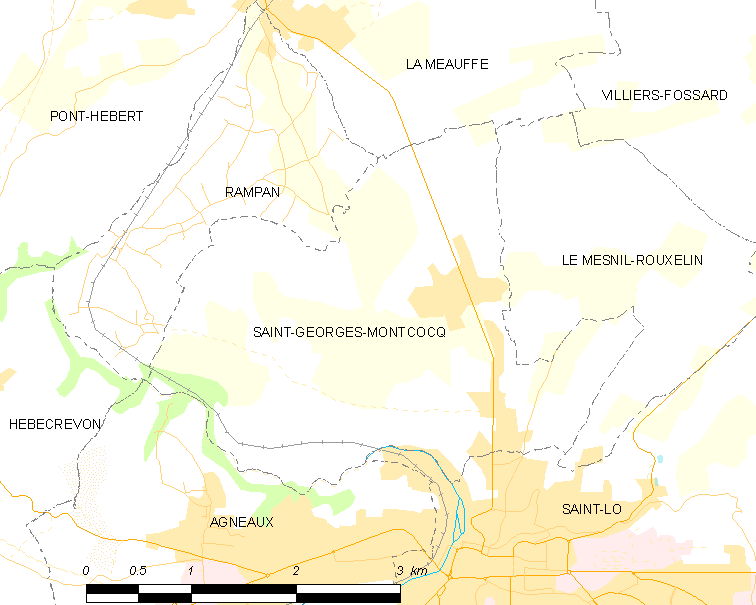
圣乔治蒙科克的OSM定位图

圣乔治蒙科克的时区为UTC+01:00、UTC+02:00（夏令时）。

## 行政
圣乔治蒙科克的邮政编码为50000，INSEE市镇编码为50475。

## 政治
圣乔治蒙科克所属的省级选区为蓬埃贝尔县。

## 人口

1962-2008年间圣乔治蒙科克人口变化图示

圣乔治蒙科克于2022年1月1日时的人口数量为983人。